# 密山抗日游击队
密山抗日游击队，简称密山游击队，亦称密山民众抗日军，是中共密山县委（县委书记朴凤南）1933年3月20日在密山哈达河地区成立的一支抗日游击队。1933年10月，该游击队与李延禄的东北人民抗日革命军合并成立东北抗日同盟军第四军，即后来的东北抗日联军第四军。

## 背景
早在1927年，马克思主义思想就开始在密山地区传播。1930年9月，池喜谦等人受中共北满特委委托在密山建立了党支部。同年10月，中共满洲省委特派员朴光瑞将密山特别支部升格为密山县委。池喜谦任县委书记。同年12月，密山县委组织当壁镇、龙王庙、二道岗等地朝鲜族农民发动暴动失败，密山县委遭到破坏。1932年11月，中共绥宁中心县委派朴凤南等人到密山恢复密山党组织，同年12月成立密山区委。朴凤南任区委书记。:304
1933年1月7日，日军侵占密山县。同年3月，李成林等中共密山区委成员成立“密山抗日总会”。4月，中共密山区委开会决定组建抗日武装队伍。为获得组建武装队所需的武器，金伯万和李春根等人潜入敌军内部夺取武器。同年10月，中共密山区委升格为中共密山县委。朴凤南任县委书记。:305-306:208

## 历史
1934年2月，中共满洲省委为推动吉东地区反日游击战，发出组建中国共产党直接领导的赤色游击队指示。同年3月20日晚7点多钟，中共密山县委书记朴凤南在县委驻地哈达河沟张老奤菜营宣布成立“密山抗日游击队”（当时亦称“民众抗日军”）。游击队员以宁安工农义务队和哈达河抗日总会的青年骨干为主。张宝山任队长，金伯万任副队长，金根任参谋、指导员。游击队设有党支部，金伯万任党支部书记。
1933年3月下旬，密山抗日游击队遭到百余名满洲国军和日本关东军的包围。经过数小时激战，密山游击队击毙了包括营长、副连长在内的10余人。此后，张宝山和金伯万各率一路人马撤退。旧兵出身的张宝山在撤退途中思想发生动摇，欲带着10余人叛变，期间还开枪打死了一名不愿叛变的战士。密山县委得知情况后，在“亮山”和“大鸣字”两个抗日山林队的帮助下，追回了被张宝山带走的队员和枪支。只有张宝山一人携三支枪逃跑。
张宝山叛逃后，中共吉东局派宁安县委书记朱守一担任密山游击队队长。1933年5月，中共密山县委决定联合各抗日山林队和群众在哈达河地区发动暴动。朱守一任总指挥。5月28日，朱守一率部攻打汉奸张老四的张家大院，与前来援助的日军讨伐队发生激战。日军小队长黑田被击毙，但朱守一中弹牺牲。在游击队即将歼灭日军讨伐队时，张家大院敞开大门将日军讨伐队接入院里，后令炮手炮轰游击队，并调来更多援兵。游击队不得不撤退。
1933年6月，原东北人民抗日革命军参谋长张奎接任密山游击队长之职。同年秋收时节，张奎根据群众提供的线索活捉了张老四，后将其处决。此后，游击队再次攻打张家大院，活捉了张老大和张老三，最终铲除了张家大院这个武装据点。同年9月，李延禄率部来密山与游击队会师。同年10月，中共满洲省委巡视员吴平到密山主持召开密山县委扩大会议，将密山游击队与李延禄的东北人民抗日革命军合并成立东北抗日同盟军第四军（即后来的东北抗日联军第四军）。全军由一个师231人组成，下设三个团和一个独立营。二团由密山游击队构成。李延禄任军长。朴凤南、李根淑、黄玉清、金根等人被调入四军充实干部队伍。